# Comisura anterior
La comisura anterior (también conocida como la precomisura) es un haz de  fibras nerviosas que conecta los dos lóbulos temporales de los hemisferios cerebrales a través del línea media. Se encuentra frontal a las columnas del fórnix. 
En secciones sagitales la comisura anterior tiene una forma oval con un largo eje vertical de unos 5 milímetros.

## Conexiones
Las fibras de la comisura anterior conectan los dos hemisferios cerebrales y pueden ser localizadas laterales y posteriores en ambos lados bajo el cuerpo estriado en el lóbulo temporal.
La comisura anterior es una vía significativa que puede ser distinguida claramente en el encéfalo de todos los mamíferos y tiene un rol en el dolor y en la sensación de dolor, más específicamente en el dolor agudo. También contiene fibras que provienen de los tractos olfatorios necesarias para la olfacción y la quimiorrecepción. La comisura anterior trabaja con la comisura posterior uniendo los dos hemisferios cerebrales, además conecta la amígdala y los lóbulos temporales, contribuyendo  a funciones como la memoria, la emoción, el habla y la audición. Tiene también un rol en la olfación, el instinto y el comportamiento sexual.
El cuerpo calloso también permite la comunicación entre los dos hemisferios pero solo se encuentra en mamíferos placentarios (euterios), estando ausente en monotremas y marsupiales además de en otros vertebrados como aves, reptiles, anfibios o peces. En marsupiales la comisura anterior es el nódulo principal de comunicación interhemisférica y contiene todas las fibras comisurales provenientes de la neocorteza (también conocida como neopallium) mientras que en mamíferos placentarios la comisura anterior contiene solo algunas de estas fibras. En cambio en mamíferos placentarios la gran mayoría de las fibras que conectan los dos hemisferios lo hacen a través del cuerpo calloso, que es más de 10 veces mayor que la comisura anterior, además otras rutas pasan a través de la comisura hipocampal o, indirectamente, a través de otras conexiones subcorticales.

## Función

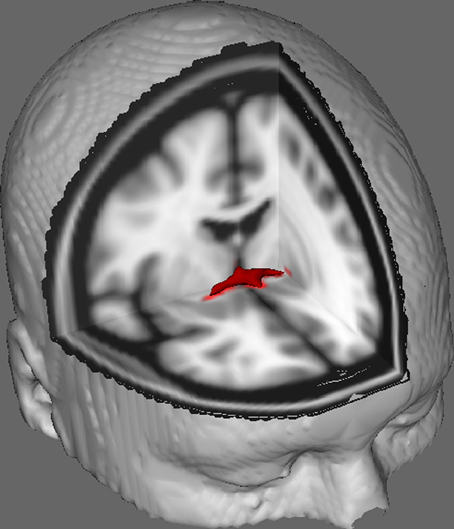
La comisura anterior visualizada por resonancia magnética. La imagen muestra la comisura como un promedio de las imágenes de diez sujetos normales. Imagen de Winter y Franz (2014)

La función de la comisura anterior no se comprende completamente todavía. Algunos investigadores postulan que esta implicada en funciones que varían desde la percepción del color hasta la atención. Un estudio apoya la teoría de la percepción del color utilizando sujetos que nacieron sin cuerpo calloso (agénesis callosa). Otros estudios piensan que estas evidencias apuntan a que la comisura anterior es una vía compensatoria en individuos con agénesis callosa. Estos últimos utilizan imágenes por resonancia magnética por tensor de difusión (que permiten observar fibras y su dirección) para comprender mejor como puede estar implicada la comisura anterior en diferentes funciones.
En 1992 Laura Allen y Roger Gorski estudiaron el dimorfismo sexual. Midieron las comisuras anteriores de hombres homosexuales, hombres heterosexuales y mujeres heterosexuales encontrando que los tres grupos eran diferentes entre sí, de forma que los hombres homosexuales tenían la comisura anterior de mayor tamaño, seguidos por las mujeres heterosexuales y finalmente los hombres heterosexuales. 

Otros estudios posteriores han criticado estas investigaciones y además no se ha conseguido replicar los resultados de Allen y Gorsky por lo que esta información permanece controvertida.

## Galería

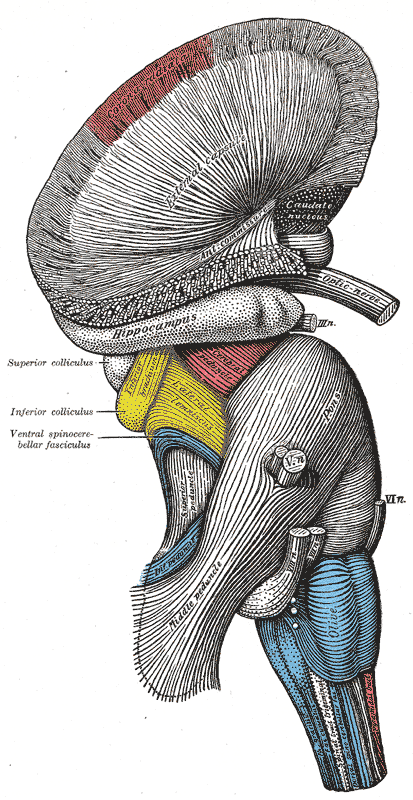
Disección superficial del parénquima cerebral. Vista lateral.
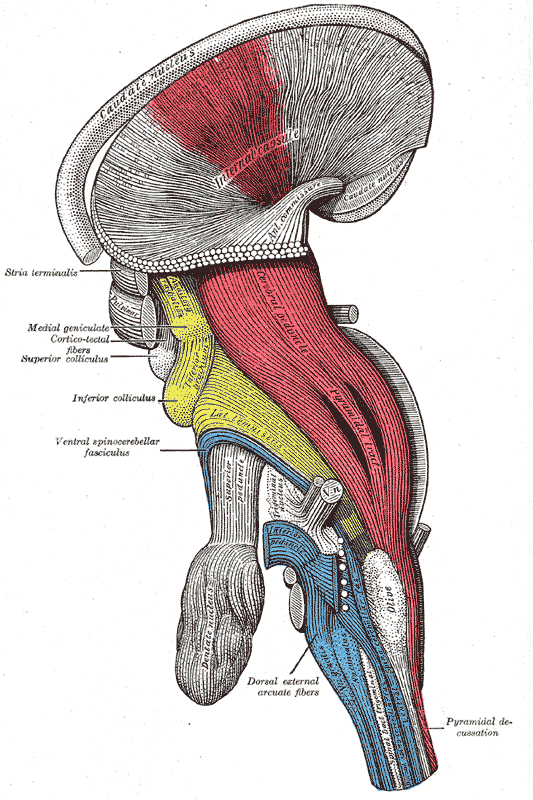
Disección profunda del parénquima cerebral. Vista lateral.
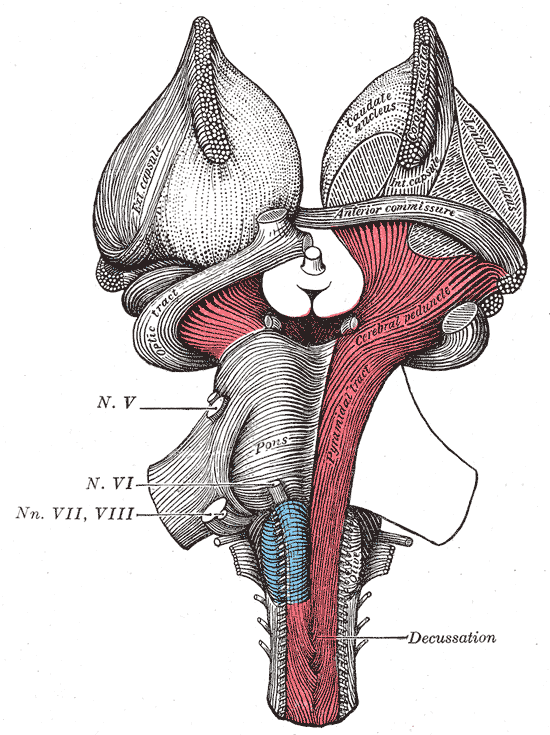
Disección superficial del parénquima cerebral. Vista ventral.
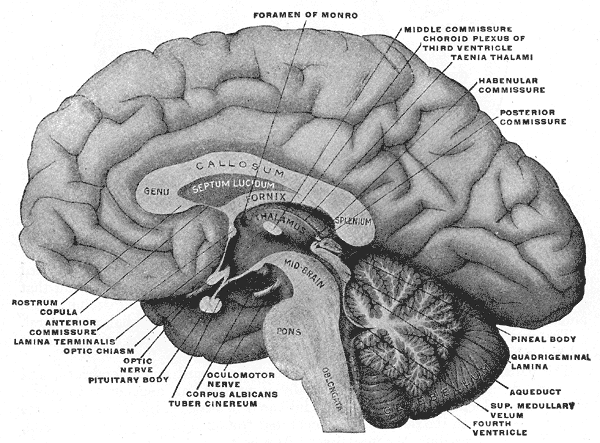
Mesal Aspecto de un cerebro seccionado sagitalmente en la línea media.
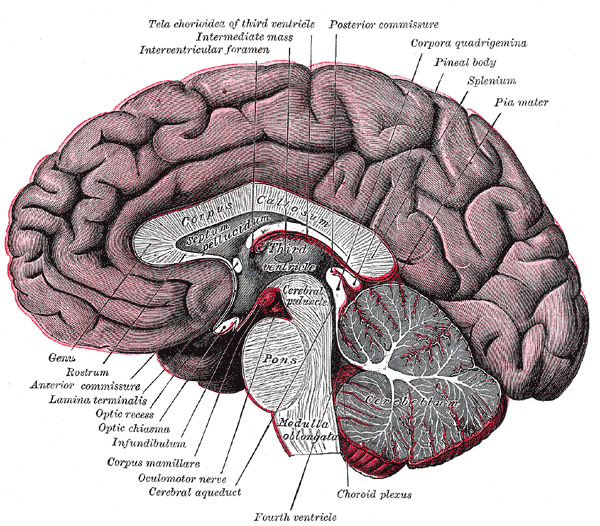
Sección sagital media de un cerebro.
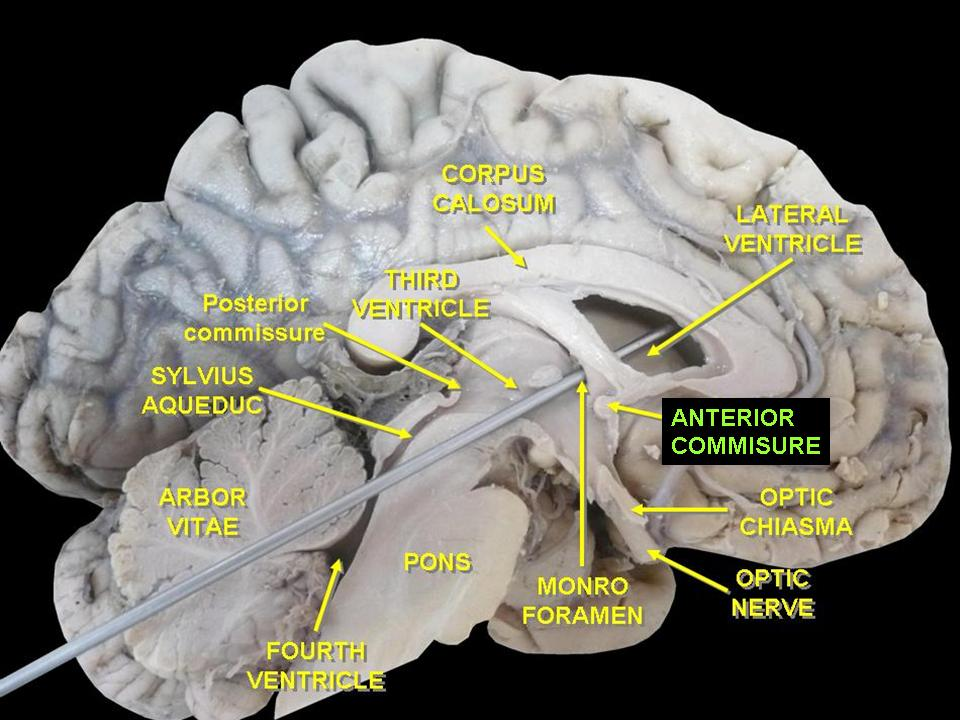
Comisura anterior